# Josef Vilbig
Josef Vilbig (* 22. Juni 1874 in Gößweinstein, Oberfranken; † 8. April 1956) war ein deutscher Bauingenieur und bayerischer Baubeamter, der als Leiter der Obersten Baubehörde Bayerns wirkte.

## Leben
Josef Vilbig studierte Bauingenieurwesen an der Technischen Hochschule München und wurde 1895 Mitglied der Freien schlagenden Verbindung Babenbergia (seit 1933 Münchener Burschenschaft Babenbergia in der DB). Nach dem Referendariat und bestandenem zweiten Staatsexamen wurde er Bauamtsassessor beim Straßen- und Flussbauamt Traunstein. Er war in den Jahren von 1910 bis 1912 bei der Obersten Baubehörde beschäftigt und wurde dann Leiter des Straßen- und Flussbauamts Kempten. 1918 wurde er zum Regierungsrat befördert, ab 1920 arbeitete er als Oberregierungsrat im bayerischen Verkehrsministerium. 1921 wurde Vilbig zum Ministerialrat ernannt und mit dem Ausbau der bayerischen Staats- und Bezirksstraßen betraut. 1926 war Vilbig Mitbegründer des Deutschen Straßenbauverbandes. Nach vierzehnjähriger Tätigkeit übernahm er die Leitung der Obersten Baubehörde. Dieses Amt übte er bis zu seiner Versetzung in den Ruhestand zum 30. Juni 1939 aus.
Vilbig trat zum 1. Mai 1933 in die NSDAP ein und wurde nach Kriegsende im Entnazifizierungsverfahren durch die Spruchkammer als Mitläufer eingestuft.
Er war der Vater des Physikers Fritz Vilbig.